# Lijst van bewindslieden voor de BBB
Dit is een lijst van bewindslieden voor de BoerBurgerBeweging (BBB). Het betreft alle politici die voor BBB minister of staatssecretaris in een Nederlands kabinet zijn of zijn geweest.
| Ambtsbekleders | Ambtsbekleders | Ambtsbekleders                       | Functie(s)                                                          | Periode             | Kabinetten |
| -------------- | -------------- | ------------------------------------ | ------------------------------------------------------------------- | ------------------- | ---------- |
|                |                | mr.drs. M.C.G. (Mona) Keijzer (1969) | Minister van Volkshuisvesting en Ruimtelijke Ordening               | 2 juli 2024 – heden | Schoof     |
|                |                | E. (Eddie) van Marum (1968)          | Staatssecretaris van Binnenlandse Zaken en Koninkrijsrealties       | 2 juli 2024 – heden | Schoof     |
|                |                | ir. J.F. (Jean) Rummenie (1953)      | Staatssecretaris van Landbouw, Visserij, Voedselzekerheid en Natuur | 2 juli 2024 – heden | Schoof     |
|                |                | G.P. (Gijs) Tuinman (1979)           | Staatssecretaris van Defensie                                       | 2 juli 2024 – heden | Schoof     |
|                |                | F.M. (Femke) Wiersma (1984)          | Minister van Landbouw, Visserij, Voedselzekerheid en Natuur         | 2 juli 2024 – heden | Schoof     |